# Parapolydora
Parapolydora es un género monotípico de plantas fanerógamas perteneciente a la familia de las asteráceas. Su única especie: Parapolydora fastigita, es originaria de Sudáfrica.

## Taxonomía
Parapolydora fastigita fue descrita por (Oliv. & Hiern) H.Rob. y publicado en Phytologia 87(2): 79. 2005
Basónimo
- Vernonia schinzii O.Hoffm. (1893)